# Whetstone
El banc de prova de Whetstone és un punt de referència sintètic per avaluar el rendiment dels ordinadors. Va ser escrit per primera vegada a Algol 60 l'any 1972 a la Unitat de Suport Tècnic del Departament de Comerç i Indústria (més tard part de la Central Computer and Telecommunications Agency) al Regne Unit. Es va derivar d'estadístiques sobre el comportament del programa recopilades a l'ordinador KDF9 del NPL National Physical Laboratory, utilitzant una versió modificada del seu compilador Whetstone ALGOL 60. La càrrega de treball de la màquina es va representar com un conjunt de freqüències d'execució de les 124 instruccions del Codi de la pedra de vidre. El compilador Whetstone va ser construït a la Divisió d'Energia Atòmica de la Companyia Elèctrica Anglesa a Whetstone, Leicestershire, Anglaterra, d'aquí el seu nom. El Dr. BA Wichman de NPL va produir un conjunt de 42 declaracions ALGOL 60 simples, que en una combinació adequada coincideixen amb les estadístiques d'execució.
Per fer un punt de referència més pràctic, Harold Curnow de TSU va escriure un programa que incorporava les 42 declaracions. Aquest programa va funcionar en la seva versió ALGOL 60, però quan es va traduir a FORTRAN no va ser executat correctament pel compilador d'optimització d'IBM. S'han omès els càlculs els resultats dels quals no es van sortir. Després va produir un conjunt de fragments de programa que s'assemblaven més al codi real i que, col·lectivament, coincidien amb les instruccions originals de 124 Whetstone. El cronometratge d'aquest programa va donar una mesura de la velocitat de la màquina en milers d'instruccions de Whetstone per segon (kWIPS). La versió Fortran es va convertir en el primer punt de referència de propòsit general que va establir estàndards de la indústria de rendiment del sistema informàtic. El desenvolupament posterior el va dur a terme Roy Longbottom, també de TSU/CCTA, que es va convertir en l'autoritat oficial de disseny. El programa Algol 60 es va executar amb el compilador Whetstone el juliol de 2010, per primera vegada des que l'últim KDF9 es va tancar el 1980, però ara executat per un emulador KDF9. Després de l'augment de la velocitat de l'ordinador, el mesurament del rendiment es va canviar a Milions d'instruccions de pedra per segon (MWIPS).
El codi font i les versions precompilades per a ordinadors estan disponibles en C / C++, Basic, Visual Basic, Fortran i Java.
El punt de referència de Whetstone mesura principalment el rendiment aritmètic de coma flotant. Un punt de referència similar per a les operacions de sencers i cordes és el Dhrystone.